# 窯嶺湘雅二医院駅
窯嶺湘雅二医院駅（ようれいしょうがにいいんえき、中文表記: 窑岭湘雅二医院站、英文表記: Yaoling & The Second Xiangya Hospital station）は、中華人民共和国湖南省長沙市芙蓉区・雨花区にある長沙地下鉄6号線の駅である。

## 駅周辺
- 韶山北路
- 人民中路
- 維一星城国際
- 中南大学湘雅二医院（中国語版）